# دارلان
دارلان هو لاعب كرة قدم برازيلي في مركز الوسط، ولد في 21 يوليو 1994 في إرارا في البرازيل. لعب مع نادي فيتوريا.

## وصلات خارجية
- دارلان على موقع قاعدة بيانات كرة القدم.إي يو (الإنجليزية)
- دارلان على موقع Soccerway.com (الإنجليزية)